# Plectrohyla cyclada
Plectrohyla cyclada és una espècie de granota endèmica de Mèxic.
Està amenaçada d'extinció per la pèrdua del seu hàbitat natural.